# Big Mommas: Like Father, Like Son
Big Mommas: Like Father, Like Son (bra: Vovó... Zona 3 ou Vovó... Zona 3: Tal Pai, Tal Filho; prt: O Agente Disfarçado: Tal Pai, Tal Filho) é um filme de comédia policial norte-americano de 2011, dirigido por John Whitesell. É a última parte da trilogia, composta ainda por Big Momma's House (2000) e Big Momma's House 2 (2006). O filme é estrelado por Martin Lawrence – reprisando seu papel como o agente do FBI Malcolm Turner e seu alter-ego Vovózona, além de ser o único ator dos filmes anteriores à retornar – e Brandon T. Jackson que substitui Jascha Washington, presente nos filmes anteriores, como Trent Pierce.
O filme foi lançado em 18 de fevereiro de 2011, pela 20th Century Fox. O filme foi lançado no Brasil no dia 4 de março e em Portugal no dia 31 de março. Ao contrário dos filmes anteriores, o filme não teve um bom desempenho nas bilheterias e recebeu críticas amplamente negativas.

## Elenco
- Martin Lawrence como Malcolm Turner / Vovó Zona (Hattie Mae Pierce)
- Brandon T. Jackson como Trent Pierce / Charmaine Daisy Pierce
- Jessica Lucas como Haley Robinson
- Portia Doubleday como Jasmine Lee
- Michelle Ang como Mia
- Emily Rios como Isabelle Parado
- Tony Curran como Chirkoff
- Faizon Love como Kurtis Kool (não creditado)
- Ken Jeong como Carteiro
- Ana Ortiz como Gail Fletcher
- Max Casella como Anthony Canetti
- Brandon Gill como Scratch

## Recepção

### Bilheteria
O filme foi lançado na América do Norte em 18 de fevereiro de 2011, em 5º lugar no ranking que no primeiro fim de semana, com um bruto de 16 300 803 dólares a partir de 2 821 cinemas. O filme arrecadou 37 915 414 dólares em todos os Estados Unidos, e 44 770 652 dólares em outros países, e um total mundial de 82 686 066 dólares.

### Crítica
O filme recebeu críticas geralmente desfavoráveis. Com a pontuação de 4% em base de 60 avaliações, o Rotten Tomatoes chegou ao consenso: "Desnecessário, sem graça e geralmente indesejável, Big Mommas: Like Father, Like Son oferece mais do mesmo para os fãs da perplexa série popular de Martin Lawrence".
Mike Hale, do The New York Times, observa fortes semelhanças com o filme Some Like It Hot e descreve a atuação não creditada de Faizon Love como a única coisa honestamente engraçada em todo o filme.

## Prêmios e indicações
| Prêmio            | Categoria             | Assunto            | Resultado |
| ----------------- | --------------------- | ------------------ | --------- |
| Framboesa de Ouro | Pior Ator             | Martin Lawrence    | Nomeado   |
| Framboesa de Ouro | Pior Ator Coadjuvante | Brandon T. Jackson | Nomeado   |
| Framboesa de Ouro | Pior Ator Coadjuvante | Ken Jeong          | Nomeado   |

## Produção
New Regency Productions gastou 32 milhões de dólares para fazer o filme, menos do que os filmes anteriores da série. Eles foram capazes de reduzir os custos, porque Lawrence concordou em aceitar um corte salarial e graças a incentivos fiscais na Geórgia. A fotografia principal começou em abril de 2010.